# برنس ميلر
برنس ميلر (بالإنجليزية: Prince Miller)‏ هو لاعب كرة قدم أمريكية أمريكي، ولد في 14 يناير 1988 في دونكان في الولايات المتحدة.

## وصلات خارجية
- برنس ميلر على موقع مرجع كرة القدم المحترفة.كوم (الإنجليزية)